# Hochstraß (Moers)
Hochstraß ist ein Ortsteil (offiziell Wohnplatz) des Stadtteils Moers im Osten von Moers im Kreis Wesel in Nordrhein-Westfalen. 

## Lage

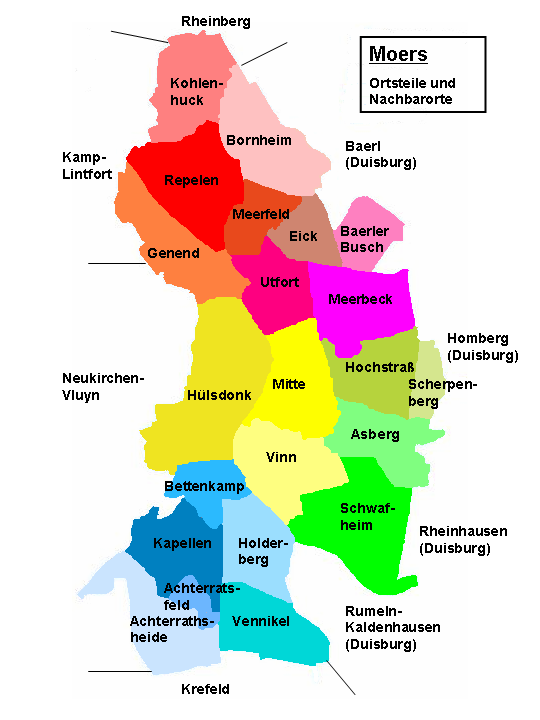
Wohnplätze von Moers; Hochstraß liegt im östlichen Bereich von Moers

Der Ortsteil grenzt im Norden an Meerbeck, im Osten an den Ortsteil Uettelsheim des Duisburger Stadtteils Baerl und an Scherpenberg, im Süden an Asberg und im Westen an Moers-Mitte.

## Geschichte
Obwohl Hochstraß an der historischen Römerstraße liegt, wurden bisher keine Funde aus der Römerzeit ermittelt. Das Gleiche gilt mit einer Ausnahme auch für nachweisbare Spuren von dem zumindest zeitweiligen Aufenthalt von Menschen vor der Zeit der Römer am Niederrhein. Die einzige Fundstätte, rechts vom Westerbruch-Graben, mit diverse Scherben von gebrannten Gefäßen, Reste von Mahlsteinen und gebrannter Hüttenlehm deuten auf einen Siedlungsplatz aus der frühen und mittleren Eisenzeit hin.
In alten Dokumenten und auf älteren Karten ist eine Ortsbezeichnung Hochstraß nicht zu finden. Die bäuerliche Siedlung war in der Gemarkung Birck entstanden. Der Ort entwickelte sich im Bereich an der hochwassergeschützten und für damalige Verhältnisse gut befestigten Römerstraße (ehemalige Bundesstraße 57 und jetzige Landesstraße 137), die am Rhein entlang über Köln, Neuss, Asberg nach Xanten führte. Diese befestigte und auch „hoch liegende Straße“, die an vielen Stellen durch unebenes und sumpfiges Gelände führte, gab der Gemeinde Hochstraß den Namen. Ältere Ortsangaben beziehen sich deshalb auf dieses Straßenprofil. Beispielsweise wird in einer alten Zeitung von 1825 als Adresse „zwischen Hochstraß und Moers“ angeführt. In einer weiteren Zeitung von 1841 lautet die Ortsangabe „zwischen Hochstraße und Moers“. Noch Ende des 19. Jahrhunderts wurde „Hoch Straß“ häufiger für Bereiche der Römerstraße zwischen Rheinberg und Moers verwendet und bezog sich nicht nur auf den heutigen Ortsbereich von Hochstraß.
Gegen Ende des 18. Jahrhunderts wurde aus Hochstraß zusammen mit Scherpenberg und dem Ortsteil Westerbruch eine selbständige Landgemeinde gebildet, da in einer Auflistung der bäuerlichen Siedlungen von 1787 für die Honschaft Moers neben Asberg, Hülsdonk, Schwafheim und Vinn auch Hochstraß angeführt wurde.
Die Landgemeinde der Bauerschaften Hochstraß, Westerbruch und Scherpenberg wurde 1800 mit den Landgemeinden Asberg, Fünderich, Hülsdonk, Vinn und Schwafheim mit der Stadt Moers von den Franzosen zur Mairie Meurs (Moers) im Département de la Roer zusammengelegt.
Nach Ende der französischen Herrschaft verblieb Hochstraß in dieser Verwaltungsgemeinschaft im Bürgermeisteramt Moers. In einer Untersuchung von 1836 für den Regierungsbezirk Düsseldorf wurde der Weiler Hochstraß angeführt, der 1834 mit der Stadt Moers und fünf Landgemeinden von einem gemeinsamen Bürgermeister verwaltet wurde. Zu dieser Zeit waren die beiden Bauerschaften Hochstraß und Fünderich zu einer Verwaltungseinheit zusammengefasst. Die Ortsbereiche umfassten für Hochstraß 37 Wohngebäude mit 264 Bewohnern und in Fünderich 9 Gebäude mit 58 Bewohnern. Alle Bewohner waren bis auf zwei Katholiken evangelisch und gehörten zur evangelischen Gemeinde Moers. Juristisch war das Friedensgericht in Moers zuständig.
Nach Mitte des 19. Jahrhunderts wurde Hochstraß wieder eine selbständige Gemeinde. In einer Auflistung von 1901 bestand die Gemeinde Hochstraß neben dem Dorf Hochstraß aus den Bauerschaften Moerserheide, Scherpenberg und Westerbruch. Die Anzahl der Bewohner in dieser Gemeinde betrug 1843 Personen.
Am 1. April 1906 wurde Hochstraß gemeinsam mit Asberg, Hülsdonk, Schwafheim und Vinn nach Moers eingemeindet.

## Kohlebergbau
Mitte des 19. Jahrhunderts wurde von Franz Haniel eine Gesellschaft für die Errichtung von Kohlenzechen am linken Niederrhein gegründet. 1857 wurde mit dem Abteufen des Schacht 1 in Homberg begonnen. Nach dem Tode von Franz Haniel 1868 gründete die Nachfolger aus der Familie Haniel die Bergrechtliche Gewerkschaft Rheinpreußen. 1875 begann die Zechengesellschaft Rheinpreußen die Kohleförderung am Schacht 1. Mit dem weiteren Ausbau der Kohleförderung wurde 1900 bis 1904 das Abteufen des Schachtes 4 der Zechengesellschaft Rheinpreußen östlich der Römerstraße in Hochstraß durchgeführt. Es wurde ein Doppelfördergerüst mit den zugehörigen Einrichtungen und Zechengebäuden und eine Kokerei auf dem Gelände errichtet. Die Kohleförderung über Schacht 4 begann 1904. Während die Kokerei bereits 1958 den Betrieb einstellte, wurde die Kohleförderung über Schacht 4 erst Ende 1964 eingestellt. Der Schacht wurde noch bis 1990 als Wetter- und Wasserhaltungsschacht weiter verwendet. 1990 wurde der Schacht verfüllt, Fördergerüst und einige Zechengebäude mit Maschinenpark zum Industriedenkmal saniert. Aktuell gehört das Fördergerüst von Schacht 4 mit den noch vorhandenen Zechengebäuden im Ruhrgebiet zur Route der Industriekultur mit periodischen Veranstaltungen.

## Sehenswürdigkeiten
In der Liste der Baudenkmäler in Moers sind für Hochstraß drei Baudenkmäler aufgeführt:
- die katholische Kirche St. Marien (Königsberger Straße), erbaut in den Jahren 1928–1929
- der Vredenhof (Römerstraße 586), eine ehemalige Wasserburg aus dem 17. Jahrhundert, die als historischer Bauernhof im klassischen Baustil des unteren Niederrheins erhalten ist
- Schacht IV, Zeche Rheinpreußen (Zechenstraße): Fördergerüst mit Maschinengebäude ist ein Zeugnis für die Anfänge des Bergbaus auf Moerser Stadtgebiet. Dort steht das älteste erhaltene Fördergerüst mit Doppelstreben. Das Fördermaschinengebäude ist das denkmalwerteste aller Gebäude.

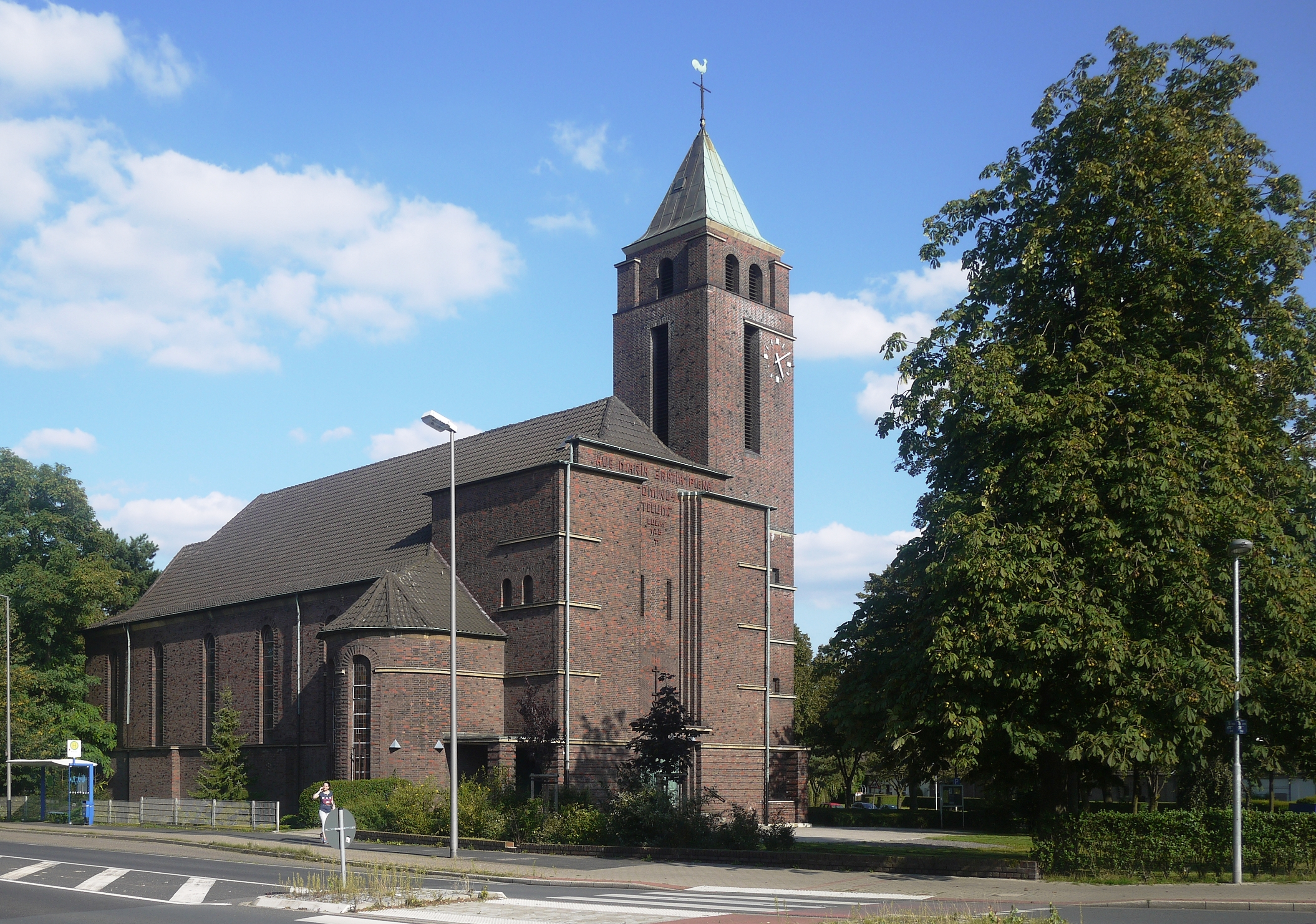
St. Marien
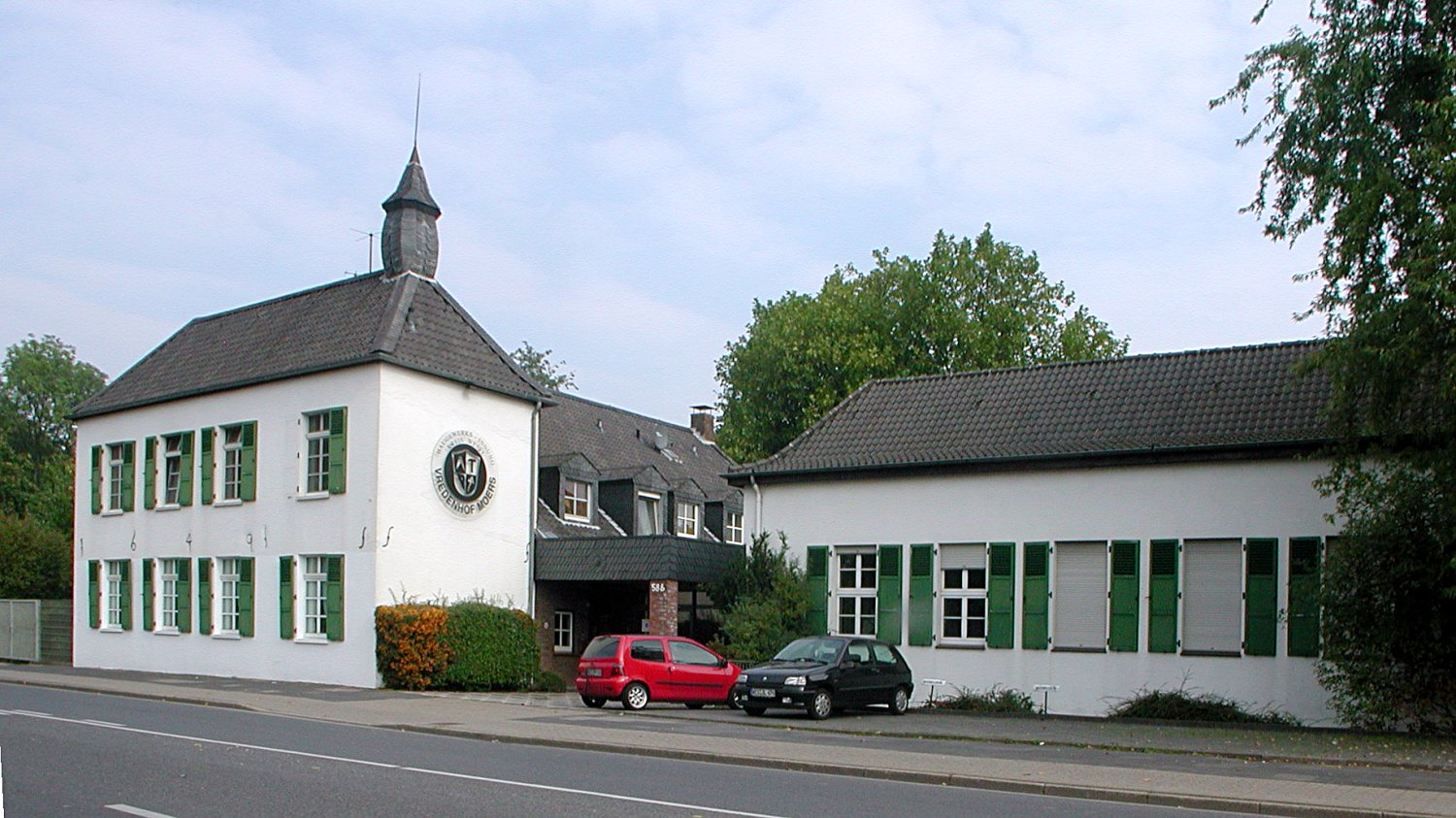
Vredenhof
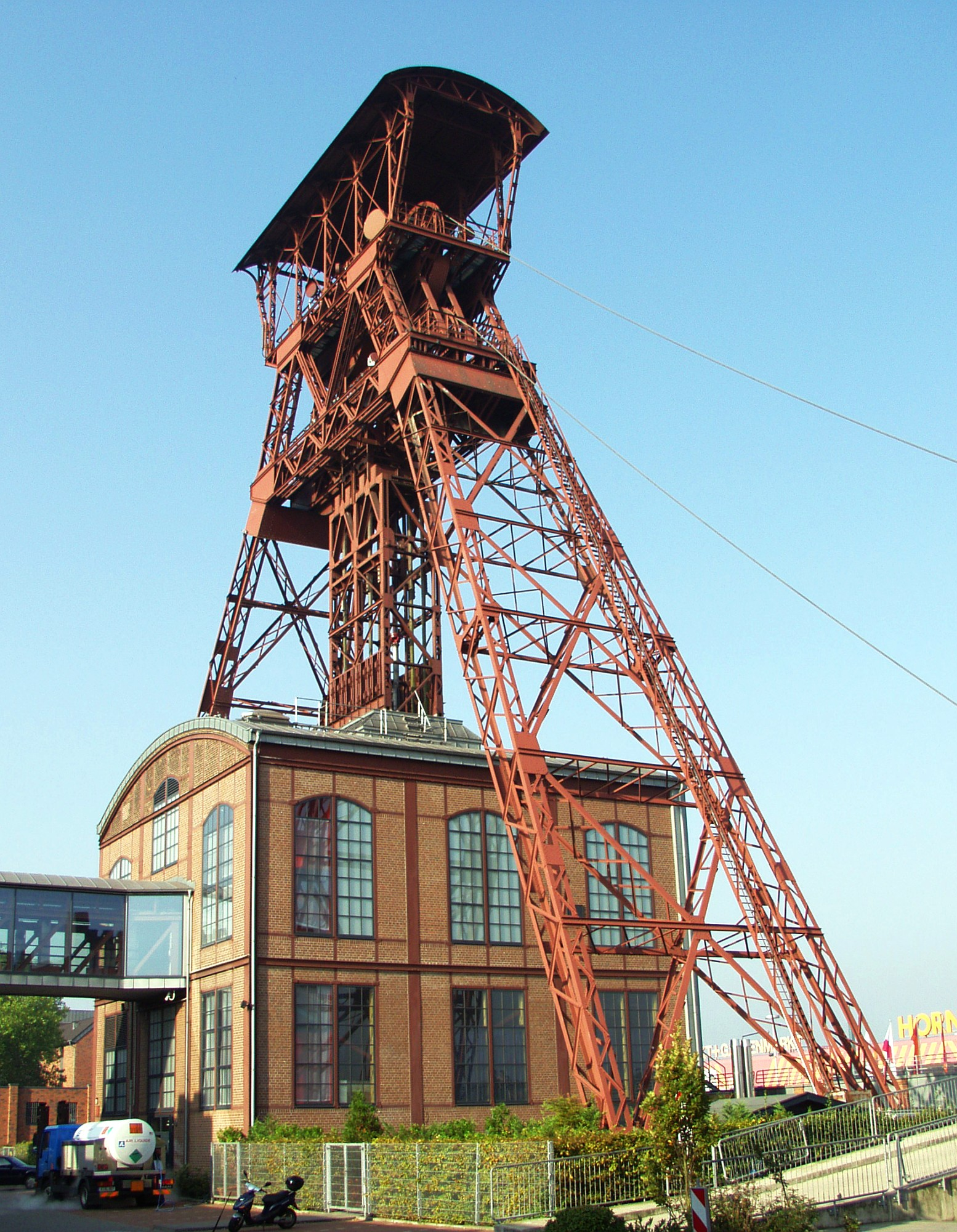
Förderturm der Zeche „Rheinpreußen“, Schacht 4